# Giuseppe Cammarano

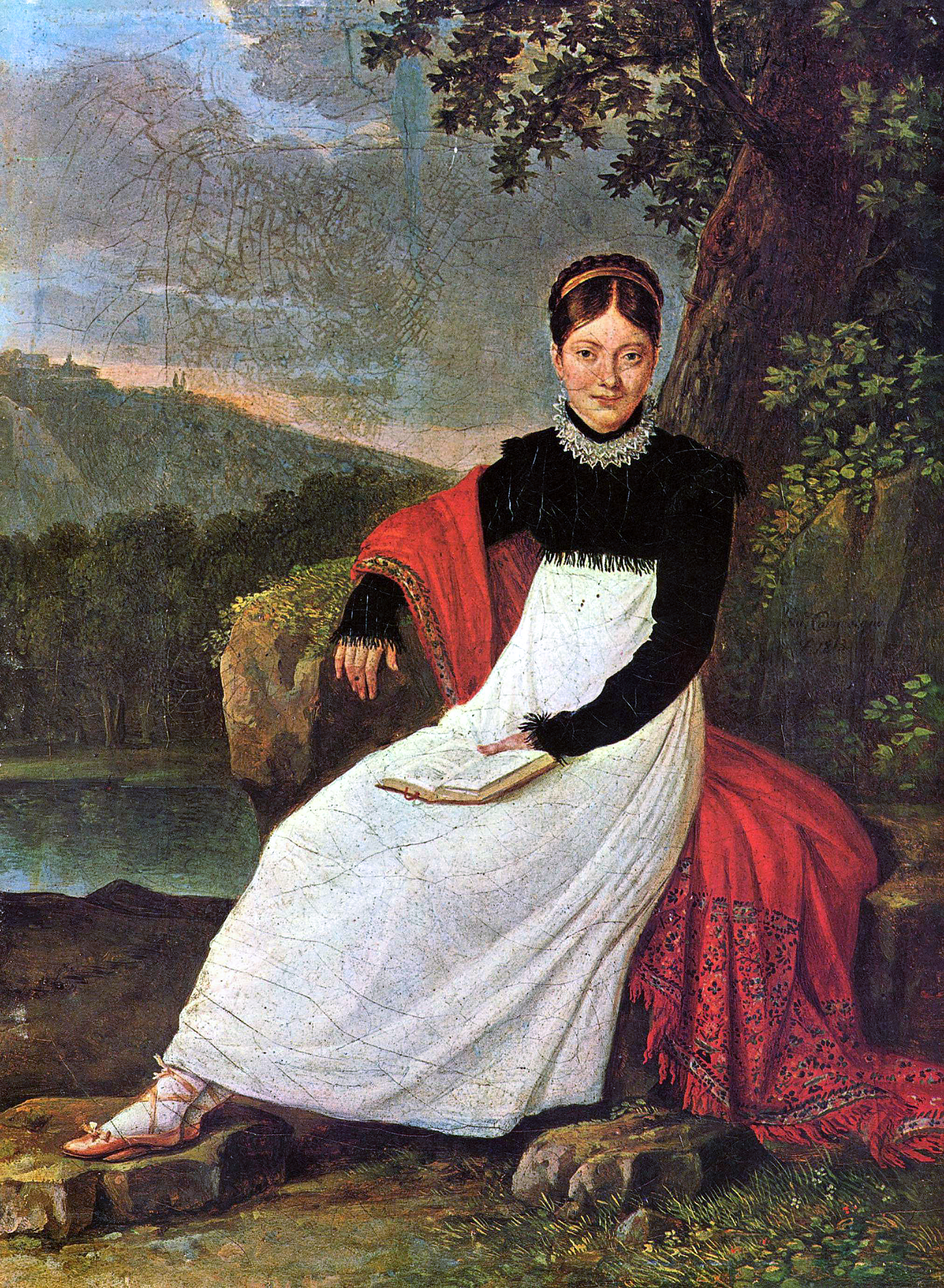

Giuseppe Cammarano, né le 4 juin 1766 à Sciacca – mort le 8 octobre 1850 à Naples, est un artiste peintre italien.